# 薩爾瓦河
薩爾瓦河（烏克蘭語：Салва），是烏克蘭西部的河流，屬於博爾扎瓦河的左支流。該河發源自布科韋以北，流經外喀爾巴阡州的貝雷霍韋區，河道全長28公里，流域面積149平方公里。